# Війна Хорватії за незалежність
Війна Хорватії за незалежність (Хорватська війна) 1991—1995 рр. (хорв. Domovinski rat «Вітчизняна війна») — оборонна війна за незалежність і цілісність хорватської держави проти агресії об'єднаних великосербських сил — сербських повстанців у Хорватії, союзної Югославської Народної Армії та Сербії і Чорногорії. Війна в кінцевому підсумку привела до здобуття державної незалежності на всій хорватській території.

## Передумови
По завершенні Другої світової війни в Югославії була ліквідована монархія і 29 листопада 1945 року проголошена Демократична Федеративна Югославія, перейменована наступного року у Федеративну Народну Республіку Югославія (ФНРЮ), до складу якої увійшли шість республік і два автономні краї.
У 80-х роках після смерті Тіто в Югославії настала економічна та моральна криза, що зрештою призвело до появи вкрай негативних явищ у суспільній свідомості. Зокрема, сербська інтелігенція (більша частина якої сповідувала радикальні ультранаціоналістичні погляди) вирішила, що настав час для вирішального наступу на права не сербської меншості. Екстремістські настрої були виражені у Меморандумі Сербської академії наук і мистецтв, який оцінюють як такий, що містить фашистські заяви і заклики, серед яких заклики до перетворення Югославії з федеративної на сербську національну державу, а також заклики до геноциду певних етносів, зокрема заклик до «деалбанізації» Косова. Вважається, що саме цей Меморандум, який був оприлюднений у белградській газеті «Вечерне новіне» у 1986 році, зробив ключовий внесок у розпад Югославії та початок югославських воєн. За іронією долі, попри те, що майже всі сербські політичні лідери засудили цей меморандум, їхні подальші дії були фактично впровадженням основних його положень на практиці.
В останні роки існування Югославії відносини між союзними республіками погіршились. Економічно розвинені Словенія та Хорватія виступали за розширення своїх автономій, натомість Сербія за більш унітарну державу. Усвідомивши, що згоди не дійти, Словенія та Хорватія розпочали дії, спрямовані на здобуття незалежності.
Листопадові вибори 1990 р. дали перемогу прокомуністичним (просербським) силам у Сербії і Чорногорії, Боснії і Герцеговині та Македонії.
У відповідь Словенія і Хорватія, де до влади прийшли націоналісти, прийняли нові конституції і висловили намір вийти з федерації. На референдумах у Словенії (88,5 % — за) і Хорватії (95 % — за) більшість населення висловилася за незалежність. Союзне керівництво, переважну частину якого становили серби, виступило за збереження єдності будь-якою ціною.
До моменту розвалу Югославії Хорватія була другою за чисельністю республікою федеративної держави. На її території проживало 4 784 300 осіб. Більшу частину жителів республіки становили хорвати (78,09 % населення), сербів було значно менше (12,15 % від загальної чисельності населення), решта жителів Хорватії були представниками інших етнічних груп. Ситуація ускладнювалася тим, що сербські і хорватські анклави були перемішані, що неймовірно ускладнило державне «розлучення» і надалі призвело до формування чергового вогнища напруженості в сепаратистській квазідержаві Сербській Країні.

## Заколот
Серби, що жили в адміністративних межах Соціалістичної Республіки Хорватії в грудні 1990 року проголосили про утворення Сербської автономної області Країна. У квітні 1991 р. країнські серби ухвалили рішення про вихід зі складу Хорватії і приєднання до Республіки Сербської. 25 червня 1991 р. Хорватія одночасно зі Словенією проголосила свою незалежність від Югославії. У серпні було проведено невизнаний моноетнічний референдум про вихід зі складу Хорватії і приєднання до Республіки Сербської.
8 жовтня 1991 р. набули чинності законодавчі акти про цілковиту самостійність республіки, а в грудні 1991 р. Сабор Хорватії прийняв конституційний закон про права і свободи людини та права національних й етнічних меншин (8 % населення). Відповідно до статей цього закону, дві автономні території з центрами в містах Книн і Глина, де компактно мешкали серби, здобули особливий правовий статус. Проте нове керівництво сербського національного руху в Хорватії не прийняло автономію. 24 грудня 1991 р. сербські території в Хорватії об'єдналися в Республіку Сербська Країна, проголосивши себе самостійною державою.

## Хід війни

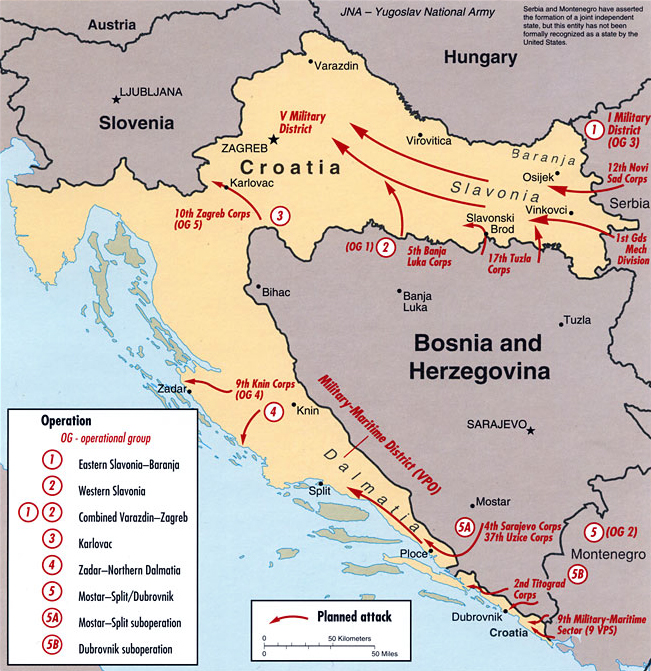
Карта стратегічного наступального плану ЮНА в Хорватії 1991 р. Через хорватський опір ЮНА не змогла просунутися настільки, наскільки сподівалася

На стратегічному рівні Хорватська війна складалася з трьох етапів. На першому етапі до січня 1992 було проведено військову агресію проти Хорватії, яка була змушена захищатися. Збройні конфлікти почали відбуватися у квітні 1991 року. А з поступовим схилянням ЮНА на бік сербських заколотників з серпня 1991 року переросли в пряму агресію з боку Сербії.
25 серпня 1991 року сербські окупаційні війська обложили прикордонне хорватське місто Вуковар. Розпочалась одна з ключових битв усіх Югославських воєн та одна з найбільших битв XX століття — битва за Вуковар (25 серпня — 18 листопада 1991 р.)
Кілька тисяч хорватських патріотів-ополченців, які майже не мали важкого озброєння, понад три місяці героїчно відбивали атаки 80-тисячної армії агресора, завдаючи йому великих втрат. Серби мали 1 500 танків, майже тисячу одиниць артилерії та багато іншої військової техніки, однак зазнавали поразок у запеклих вуличних боях. Успішна оборона Вуковара відіграла ключову роль у подальшому розвитку бойових дій. Змушені зосередити великі військові сили для штурму Вуковара серби втратили нагоду швидкого захоплення Хорватії; натомість хорвати виграли час для розбудови власної регулярної армії. Битва за Вуковар викликала патріотичний підйом у Хорватії та сприяла хорватській загальнонаціональній мобілізації і єднанню. Зрештою, взяти місто сербам удалося, лише майже повністю його зруйнувавши.
Битва закінчилася поразкою місцевого підрозділу Хорватської національної гвардії, великим спустошенням Вуковара та численними вбивствами і переслідуваннями хорватського населення. У кривавій битві за Вуковар загинуло від 2 900 до 3 600 осіб. Серед хорватів була велика кількість людей різних національностей, у тому числі і українців, які під час сербохорватського конфлікту підтримали саме хорватів. Битва за Вуковар принесла значні втрати для Хорватії, яка не відновила контроль над містом аж до 1998 року, але допомогла Хорватії здобути міжнародну підтримку своєї незалежності.
Ввійшовши у Вуковар, серби проводили етнічні чистки та масові вбивства хорватського цивільного населення і поранених військовополонених. Однак натхненні вдалим для себе розвитком бойових дій у Вуковарі та Далмації хорвати продовжили свої військові успіхи — їм вдалося не лише зупинити сербських загарбників на майже всіх напрямках, а й розпочати власний контрнаступ.
Після закінчення боїв за Вуковар місто і частина східної Славонії були окуповані сербами. При цьому югославське керівництво переконалося в неможливості військовим шляхом перешкодити хорватській незалежності. Після блискучої операції хорватських збройних сил зі звільнення окупованих територій і ліквідації так званої «Сербської Країни» місто знову повернулося до складу Хорватії.
На другому етапі, починаючи з січня 1992 року аж до травня 1995 року, вдалося зупинити агресію з наступним розміщенням миротворців ООН уздовж лінії припинення вогню. До середини січня 1992 р. воєнні дії в Хорватії припинилися. Відповідно до статей перемир'я, під контролем сербів залишилася третина території Хорватії. З метою роз'єднання хорватських військ і збройних формувань сербів під егідою ООН була створена смуга шириною в три кілометри, куди вводилися миротворчі сили. На цей час близько півмільйона хорватських біженців залишили територію Сербської Країни й переселилися в Хорватію.
Для Хорватії це був етап дипломатичних зусиль, переговорів і терплячого підвищення ефективності сил при здійсненні операцій на тактичному рівні, у ході яких звільнено невеличкі частини території. З метою припинення кровопролиття і створення умов для активізації переговорного процесу в райони з сербським населенням Хорватії, відповідно до рішення Ради Безпеки ООН від 21 січня 1992 р., були направлені сили ООН із підтримання миру.
У 1992 році ситуація на хорватських фронтах дещо змінилася. Сербський наступ видихнувся. Додатково до цього проти сербської армії відкрився другий фронт у Боснії. Короткочасне перемир'я, яке встановилося між сербами і хорватами в другій половині 1992 року, було перервано в січні 1993. Новий етап війни тривав ще два роки, при цьому хорвати боролися проти окупантів не тільки на своїй землі, а й на території Боснії.
Члени Європейського Союзу визнали незалежність Словенії і Хорватії 15 січня 1992 року, а 22 травня 1992 року вони стали членами Організації Об'єднаних Націй. Цього ж року зі складу Югославії вийшли ще дві республіки — Боснія і Герцеговина та Македонія.
18 лютого 1993 між Хорватією та РСК була підписана Даруварська угода, яка врегульовувала економічні зв'язки між противниками та мала слугувати підґрунтям для політичного врегулювання конфлікту.
12 грудня 199З р. у Сербській Країні відбулися загальні вибори. З20 тис. громадян цього невизнаного державного утворення обрали президентом Мілана Бабича, новий склад парламенту (84 депутати) і місцеві органи влади. Результати було визнано недійсними, і під час ІІ туру, проведеного 2З січня 1994 р., президентом Сербської Країни обрано Мілана Мартича.
30 січня 1995 р. президенту Хорватії Франьо Туджману і президенту Сербської Країни Мілану Мартичу було вручено план нормалізації двосторонніх відносин під назвою «Загреб-4», розроблений «міні-контактною групою», до якої увійшли посли Росії і США в Хорватії, заступники голів Координаційного комітету Міжнародної конференції з колишньої Югославії (МККЮ). Суть плану зводилася до того, що в регіонах Банія і Кордун, східна Ліка і Північна Далмація створювалася сербська автономія з елементами самоврядування. Вона отримала офіційну назву Сербська Країна, 18 місць у хорватському Саборі, право засновувати свій герб і прапор, обирати президента, парламент і уряд, мати власну поліцію і національну грошову одиницю. Жителям Сербської Країни надавалося право і на друге, югославське, громадянство.
Загреб було наділено виключними повноваженнями у таких сферах, як зовнішня політика, оборона, зовнішня торгівля, комунікації і зв'язок та емісія грошей. Автономії не дозволялося мати власні збройні сили, а Хорватії — вводити на її території війська. Роль гаранта безпеки сербського населення на перехідний період відводилася силам ООН із підтримання миру. Згідно з планом, Західна Славонія перейшла під повну юрисдикцію Загреба, а Східна Славонія і Бараня — під управління міжнародного співтовариства з перспективою повного включення до складу Хорватії. Президент Сербської Країни Мілан Мартич відмовився розглянути план «Загреб-4», заявивши, що без присутності сил ООН, яким керівництво Хорватії не хотіло продовжувати термін дії мандату, що закінчувався 31 березня 1995 р., він не бачить можливості виконання будь-якого мирного плану.
20 травня 1995 р. парламент Республіки Сербська Країна ухвалив рішення про об'єднання цього державного утворення з боснійською Республікою Сербською під колишньою назвою «Західносербська федерація». Раніше парламент боснійської Республіки Сербської також ухвалив резолюцію про об'єднання з Країною.
На третьому етапі війни, у травні — серпні 1995 року, було проведено наступальні операції, у ході яких було визволено найбільшу частину окупованих районів у долині річки Сава і західній Славонії та в регіонах Бановина, Кордун, Ліка і північній Далмації.
4 серпня 1995 р. президент Хорватії Франьо Туджман виступив із заявою, в якій відзначив, що у зв'язку з безперервними обстрілами хорватських міст і провалом спроб мирного вирішення конфлікту «Хорватія змушена розпочати воєнні дії» для відновлення хорватського суверенітету над зайнятими сербами територіями. У цей же день було розгорнуто великомасштабну наступальну операцію під кодовою назвою «Буря», під час якої встановлено контроль над більшою частиною території Сербської Країни. Операція «Буря» (4 серпня — 7 серпня 1995 р.) — великомасштабна військова операція, у ході якої хорватська армія і поліція відвоювали відірвані від центрального уряду збунтованими сербами хорватські території, що утворювали невизнану державу Республіка Сербська Країна. За допомогою операції всього за 84 години було відновлено хорватський конституційно-правовий порядок на всіх захоплених сербськими сепаратистами територіях, окрім східної Славонії. «Буря» поряд з операцією «Блискавка» стала ключовою військовою акцією, що поклала край вітчизняній війні в Хорватії. Протягом операції за участю майже 200 000 хорватських вояків визволено 10 400 квадратних кілометрів або 18,4 відсотка загальної площі Хорватії.
Над рештою окупованих земель у хорватському Подунав'ї було відновлено хорватський суверенітет за допомогою перехідної міжнародної адміністрації (1996—1998 рр.).

## Наслідки
Війна забрала життя понад 21 000 людей, 13 583 з хорватського боку (в тому числі зниклих безвісти). Югославські війська
під час війни скоїли численні воєнні злочини, геноцид хорватського і боснійського цивільного населення, дикі звірства, сотні тисяч людей стали біженцями. Жахливість злочинів сербських «четників» Воїслава Шешеля і ЮНА шокувала весь світ. Серби зазнали тяжкої військової і політичної поразки. Особливу відповідальність за це несе Слободан Мілошевич. Саме він у кінці 80-х років роздував сепаратизм і великосербський шовінізм, не йдучи ні на які компроміси з республіками тоді ще єдиної держави. Саме він потім утягнув сербів у безнадійні війни, які одна за одною були ними програні. Слободан Мілошевич так і не зміг покинути в'язницю в Гаазі, розплатившись за свої злочини сповна.